# Raión de Starobesheve
Raión de Starobesheve (en ucraniano: Старобешівський район) es un raión o distrito de Ucrania en el óblast de Donetsk. La capital fue la ciudad de Starobesheve.
Comprende una superficie de 1255 km².

## Demografía
Según estimación 2010 contaba con una población total de 56048 habitantes.

## Otros datos
El código KOATUU es 	1424500000. El código postal 87200 y el prefijo telefónico +380 6253.